# Lista szefów rządu Austrii

## Cesarstwo Austriackie
| #                                                | Imię i nazwisko                                  | Portret | Kadencja          | Kadencja          | Partia polityczna | Partia polityczna | Rząd |
| #                                                | Imię i nazwisko                                  | Portret | Od                | Do                | Partia polityczna | Partia polityczna | Rząd |
| ------------------------------------------------ | ------------------------------------------------ | ------- | ----------------- | ----------------- | ----------------- | ----------------- | ---- |
| Minister-Prezydent 1848 – 1852                   |                                                  |         |                   |                   |                   |                   |      |
| 1                                                | Franz Anton von Kolowrat (1778–1861)             |         | 20 marca 1848     | 19 kwietnia 1848  |                   | Liberał           | •    |
| 2                                                | Karl Ludwig von Ficquelmont (1777–1857)          |         | 4 kwietnia 1848   | 4 maja 1848       |                   | wojskowy          | •    |
| 3                                                | Franz von Pillersdorf (1786–1862) (tymczasowo)   |         | 4 maja 1848       | 8 lipca 1848      |                   | Liberał           | •    |
| 4                                                | Anton von Doblhoff-Dier (1800–1872) (tymczasowo) |         | 8 lipca 1848      | 18 lipca 1848     |                   | Liberał           | •    |
| 5                                                | Johann Philipp von Wessenberg (1773–1858)        |         | 18 lipca 1848     | 21 listopada 1848 |                   | Bezpartyjny       | •    |
| 6                                                | Felix zu Schwarzenberg (1800–1852)               |         | 21 listopada 1848 | 5 kwietnia 1852   |                   | wojskowy          | •    |
| Przewodniczący Konferencji Ministrów 1852 – 1867 |                                                  |         |                   |                   |                   |                   |      |
| 1                                                | Karl Ferdinand von Buol (1797–1865)              |         | 11 kwietnia 1852  | 21 sierpnia 1859  |                   | Bezpartyjny       | •    |
| 2                                                | Johann Bernard von Rechberg (1806–1899)          |         | 21 sierpnia 1859  | 4 lutego 1861     | •                 | Bezpartyjny       |      |
| 3                                                | Rajner Ferdynand Habsburg (1827–1913)            |         | 4 lutego 1861     | 26 czerwca 1865   | •                 | Bezpartyjny       |      |
| 4                                                | Alexander von Mensdorff-Pouilly (1813–1871)      |         | 26 czerwca 1865   | 27 lipca 1865     | •                 | Bezpartyjny       |      |
| 5                                                | Richard Belcredi (1823–1902)                     |         | 27 lipca 1865     | 7 lutego 1867     | •                 | Bezpartyjny       |      |
| 6                                                | Friedrich von Beust (1809–1886)                  |         | 7 lutego 1867     | 30 grudnia 1867   | •                 | Bezpartyjny       |      |

## Austro-Węgry(1867–1918)
| #                                                     | Imię i nazwisko                                 | Portret                | Kadencja             | Kadencja             | Partia polityczna           | Partia polityczna                          | Rząd                                    |
| #                                                     | Imię i nazwisko                                 | Portret                | Od                   | Do                   | Partia polityczna           | Partia polityczna                          | Rząd                                    |
| ----------------------------------------------------- | ----------------------------------------------- | ---------------------- | -------------------- | -------------------- | --------------------------- | ------------------------------------------ | --------------------------------------- |
| Minister-Prezydent Austrii (Przedlitawii) 1867 – 1918 |                                                 |                        |                      |                      |                             |                                            |                                         |
| 1                                                     | Karl Wilhelm Philipp von Auersperg (1814–1890)  |                        | 30 grudnia 1867      | 24 września 1868     |                             | Partia Konstytucyjna                       | Rząd Karla Auersperga                   |
| 2                                                     | Eduard von Taaffe (1833–1895)                   |                        | 24 września 1868     | 15 stycznia 1870     |                             | Partia Konstytucyjna                       | Rząd Karla Auersperga                   |
| 3                                                     | Ignaz von Plener (1810–1908)                    |                        | 15 stycznia 1870     | 1 lutego 1870        |                             | Partia Konstytucyjna                       | Rząd Karla Auersperga                   |
| 4                                                     | Leopold Hasner von Artha (1814–1890)            |                        | 1 lutego 1870        | 12 kwietnia 1870     | Rząd Leopolda Hasnera       | Partia Konstytucyjna                       |                                         |
| 5                                                     | Alfred Józef Potocki (1817/22–1889)             |                        | 12 kwietnia 1870     | 6 lutego 1871        |                             | Partia Federalistyczna                     | Rząd Alfreda Potockiego                 |
| 6                                                     | Karl Sigmund von Hohenwart (1824–1899)          |                        | 6 lutego 1871        | 30 października 1871 | Rząd Karla Hohenwarta       | Partia Federalistyczna                     |                                         |
| 7                                                     | Ludwig Holzgethan (1800–1876)                   |                        | 30 października 1871 | 25 listopada 1871    |                             | Bezpartyjny                                | Rząd Ludwiga Holzgethana                |
| 8                                                     | Adolf Carl Daniel von Auersperg (1821–1885)     |                        | 25 listopada 1871    | 15 lutego 1879       |                             | Partia Konstytucyjna                       | Rząd Adolfa von Auersperga              |
| 9                                                     | Karl von Stremayr (1823–1904)                   |                        | 15 lutego 1871       | 12 sierpnia 1879     | Rząd Karla von Stremayra    | Partia Konstytucyjna                       |                                         |
| 10                                                    | Eduard von Taaffe (1833–1895)                   |                        | 12 sierpnia 1879     | 11 listopada 1893    | Drugi rząd Eduarda Taaffego | Partia Konstytucyjna                       |                                         |
| 10                                                    | Eduard von Taaffe (1833–1895)                   | Partia Federalistyczna | 12 sierpnia 1879     | 11 listopada 1893    | Drugi rząd Eduarda Taaffego |                                            |                                         |
| 11                                                    | Alfred zu Windisch-Graetz (1851–1927)           |                        | 11 listopada 1893    | 19 czerwca 1895      | Rząd Alfreda Windischgrätza |                                            |                                         |
| 12                                                    | Erich von Kielmansegg (1847–1923)               |                        | 18 czerwca 1895      | 30 września 1895     | Rząd Ericha Kielmansegga    |                                            |                                         |
| 13                                                    | Kazimierz Badeni (1846–1909)                    |                        | 30 września 1895     | 30 listopada 1897    | Rząd Kazimierza Badeniego   |                                            |                                         |
| 14                                                    | Paul Gautsch von Frankenthurn (1851–1918)       |                        | 30 listopada 1897    | 5 marca 1898         |                             | Austriacka Partia Chrześcijańsko-Społeczna | Pierwszy rząd Paula Gautscha            |
| 15                                                    | Franz von Thun und Hohenstein (1847–1916)       |                        | 5 marca 1898         | 2 października 1899  |                             | Partia Federalistyczna                     | Rząd Franza Thuna                       |
| 16                                                    | Manfred von Clary-Aldringen (1852–1928)         |                        | 2 października 1899  | 21 grudnia 1899      |                             | Bezpartyjny                                | Rząd Manfreda Clary-Aldringena          |
| 17                                                    | Heinrich von Wittek (1844–1930)                 |                        | 21 grudnia 1899      | 18 stycznia 1900     |                             | Austriacka Partia Chrześcijańsko-Społeczna | Rząd Heinricha Witteka                  |
| 18                                                    | Ernest von Koerber (1850–1919)                  |                        | 18 stycznia 1900     | 31 grudnia 1904      |                             | Liberał                                    | Pierwszy rząd Ernsta Koerbera           |
| 19                                                    | Paul Gautsch von Frankenthurn (1851–1918)       |                        | 31 grudnia 1904      | 2 maja 1906          |                             | Austriacka Partia Chrześcijańsko-Społeczna | Drugi rząd Paula Gautscha               |
| 20                                                    | Konrad zu Hohenlohe-Schillingsfürst (1863–1918) |                        | 2 maja 1906          | 2 czerwca 1906       |                             | Bezpartyjny                                | Rząd Konrada Hohenlohe-Schillingsfürsta |
| 21                                                    | Max Wladimir von Beck (1854–1943)               |                        | 2 czerwca 1906       | 15 listopada 1908    | Rząd Maxa Vladimira Becka   | Bezpartyjny                                |                                         |
| 22                                                    | Richard von Bienerth-Schmerling (1863–1918)     |                        | 15 listopada 1908    | 28 czerwca 1911      | Rząd Richarda Bienertha     | Bezpartyjny                                |                                         |
| 23                                                    | Paul Gautsch von Frankenthurn (1851–1918)       |                        | 28 czerwca 1911      | 3 listopada 1911     |                             | Austriacka Partia Chrześcijańsko-Społeczna | Trzeci rząd Paula Gautscha              |
| 24                                                    | Karl Stürgkh (1859–1916)                        |                        | 3 listopada 1911     | 29 października 1916 |                             | Bezpartyjny                                | Rząd Karla Stürgkha                     |
| 25                                                    | Ernest von Koerber (1850–1919)                  |                        | 29 października 1916 | 20 grudnia 1916      |                             | Liberał                                    | Drugi rząd Ernsta Koerbera              |
| 26                                                    | Heinrich von Clam-Martinic (1863–1932)          |                        | 20 grudnia 1916      | 23 czerwca 1917      |                             | Bezpartyjny                                | Rząd Heinricha Clam-Martinica           |
| 27                                                    | Ernst Seidler von Feuchtenegg (1862–1931)       |                        | 23 czerwca 1917      | 27 lipca 1918        | Rząd Ernsta Seidlera        | Bezpartyjny                                |                                         |
| 28                                                    | Max Hussarek von Heinlein (1865–1935)           |                        | 27 lipca 1918        | 27 października 1918 |                             | Austriacka Partia Chrześcijańsko-Społeczna | Rząd Maxa Hussarka                      |
| 29                                                    | Heinrich Lammasch (1853–1920)                   |                        | 27 października 1918 | 11 listopada 1918    | Rząd Heinricha Lammascha    | Austriacka Partia Chrześcijańsko-Społeczna |                                         |

## Republika Niemieckiej Austrii(1918–1919),I Republika(1919–1934) iFederalne Państwo Austriackie(1934–1938)
| Kanclerz stanu 1918-1919                             |                                  |                      |                      |                      |                   |                   |                     |
| 1                                                    | Karl Renner (1870–1950)          |                      | 30 października 1918 | 15 marca 1919        |                   | SDAPÖ             | I Rząd Rennera      |
| 1                                                    | Karl Renner (1870–1950)          | 15 marca 1919        | 17 października 1919 | II Rząd Rennera      |                   | SDAPÖ             |                     |
| 1                                                    | Karl Renner (1870–1950)          | 17 października 1919 | 7 lipca 1920         | III Rząd Rennera     |                   | SDAPÖ             |                     |
| 2                                                    | Michael Mayr (1864–1922)         |                      | 7 lipca 1920         | 20 listopada 1920    |                   | CS                | I Rząd Mayra        |
| Kanclerz 1919-1938                                   |                                  |                      |                      |                      |                   |                   |                     |
| (2)                                                  | Michael Mayr (1864–1922)         |                      | 20 listopada 1920    | 21 czerwca 1921      |                   | CS                | II Rząd Mayra       |
| 3                                                    | Johann Schober (1874–1932)       |                      | 21 czerwca 1921      | 26 stycznia 1922     |                   | Bezpartyjny       | I Rząd Schobera     |
| 4                                                    | Walter Breisky (1871–1944)       |                      | 26 stycznia 1922     | 27 stycznia 1922     |                   | CS                | I Rząd Schobera     |
| 5                                                    | Johann Schober (1874–1932)       |                      | 27 stycznia 1922     | 31 maja 1922         |                   | Bezpartyjny       | II Rząd Schobera    |
| 6                                                    | Ignaz Seipel (1876–1932)         |                      | 31 maja 1922         | 20 listopada 1924    |                   | CS                | I Rząd Seipela      |
| 7                                                    | Rudolf Ramek (1881–1941)         |                      | 20 listopada 1924    | 20 października 1926 | Rząd Ramka        | CS                |                     |
| 8                                                    | Ignaz Seipel (1876–1932)         |                      | 20 października 1926 | 4 maja 1929          | II Rząd Seipela   | CS                |                     |
| 9                                                    | Ernst Streeruwitz (1874–1952)    |                      | 4 maja 1929          | 26 września 1929     | Rząd Streeruwitza | CS                |                     |
| 10                                                   | Johann Schober (1874–1932)       |                      | 26 września 1929     | 30 września 1930     |                   | Bezpartyjny       | III Rząd Schobera   |
| 11                                                   | Carl Vaugoin (1873–1949)         |                      | 30 września 1930     | 4 grudnia 1930       |                   | CS                | Rząd Vaugoina       |
| 12                                                   | Otto Ender (1875–1960)           |                      | 4 grudnia 1930       | 20 czerwca 1931      | Rząd Endera       | CS                |                     |
| 13                                                   | Karl Buresch (1878–1936)         |                      | 20 czerwca 1931      | 20 maja 1932         | Rząd Burescha     | CS                |                     |
| 14                                                   | Engelbert Dollfuss (1892–1934)   |                      | 20 maja 1932         | 21 września 1933     | I Rząd Dollfussa  | CS                |                     |
| 14                                                   | Engelbert Dollfuss (1892–1934)   | 21 września 1933     | 25 lipca 1934        |                      | VF                | II Rząd Dollfussa |                     |
| 15                                                   | Kurt Schuschnigg (1897–1977)     |                      | 29 lipca 1934        | 11 marca 1938        | VF                | Rząd Schuschnigga |                     |
| 16                                                   | Arthur Seyss-Inquart (1892–1946) |                      | 11 marca 1938        | 13 marca 1938        |                   | NSDAP             | Rząd Seyss-Inquarta |
| Austria anektowana do III Rzeszy w latach 1938–1945. |                                  |                      |                      |                      |                   |                   |                     |

## II Republika(od 1945)
- tymczasowy kanclerz

| #              | Imię i nazwisko                   | Portret              | Kadencja             | Kadencja                         | Partia polityczna                 | Partia polityczna | Rząd                              |
| #              | Imię i nazwisko                   | Portret              | Od                   | Do                               | Partia polityczna                 | Partia polityczna | Rząd                              |
| -------------- | --------------------------------- | -------------------- | -------------------- | -------------------------------- | --------------------------------- | ----------------- | --------------------------------- |
| Kanclerz 1945- |                                   |                      |                      |                                  |                                   |                   |                                   |
| 1              | Karl Renner (1870–1950)           |                      | 27 kwietnia 1945     | 20 grudnia 1945                  |                                   | SPÖ               | IV Rząd Rennera                   |
| 2              | Leopold Figl (1902–1965)          |                      | 20 grudnia 1945      | 11 października 1949             |                                   | ÖVP               | I Rząd Figla                      |
| 2              | Leopold Figl (1902–1965)          | 8 listopada 1949     | 28 października 1952 | II Rząd Figla                    |                                   | ÖVP               |                                   |
| 2              | Leopold Figl (1902–1965)          | 28 października 1952 | 25 lutego 1953       | III Rząd Figla                   |                                   | ÖVP               |                                   |
| 3              | Julius Raab (1891–1964)           |                      | 2 kwietnia 1953      | 14 maja 1956                     | I Rząd Raaba                      | ÖVP               |                                   |
| 3              | Julius Raab (1891–1964)           | 29 czerwca 1956      | 12 maja 1959         | II Rząd Raaba                    |                                   | ÖVP               |                                   |
| 3              | Julius Raab (1891–1964)           | 16 lipca 1959        | 3 listopada 1960     | III Rząd Raaba                   |                                   | ÖVP               |                                   |
| 3              | Julius Raab (1891–1964)           | 3 listopada 1960     | 11 kwietnia 1961     | IV Rząd Raaba                    |                                   | ÖVP               |                                   |
| 4              | Alfons Gorbach (1898–1972)        |                      | 11 kwietnia 1961     | 20 listopada 1962                | I Rząd Gorbacha                   | ÖVP               |                                   |
| 4              | Alfons Gorbach (1898–1972)        | 27 marca 1963        | 25 lutego 1964       | II Rząd Gorbacha                 |                                   | ÖVP               |                                   |
| 5              | Josef Klaus (1910–2001)           |                      | 2 kwietnia 1964      | 25 października 1965             | I Rząd Klausa                     | ÖVP               |                                   |
| 5              | Josef Klaus (1910–2001)           | 19 kwietnia 1966     | 3 marca 1970         | II Rząd Klausa                   |                                   | ÖVP               |                                   |
| 6              | Bruno Kreisky (1911–1990)         |                      | 21 kwietnia 1970     | 19 października 1971             |                                   | SPÖ               | I Rząd Kreiskyego                 |
| 6              | Bruno Kreisky (1911–1990)         | 4 listopada 1971     | 8 października 1975  | II Rząd Kreiskyego               |                                   | SPÖ               |                                   |
| 6              | Bruno Kreisky (1911–1990)         | 28 października 1975 | 9 maja 1979          | III Rząd Kreiskyego              |                                   | SPÖ               |                                   |
| 6              | Bruno Kreisky (1911–1990)         | 5 czerwca 1979       | 24 kwietnia 1983     | IV Rząd Kreiskyego               |                                   | SPÖ               |                                   |
| 7              | Fred Sinowatz (1929–2008)         |                      | 24 maja 1983         | 16 czerwca 1986                  | Rząd Sinowatza                    | SPÖ               |                                   |
| 8              | Franz Vranitzky (ur. 1937)        |                      | 16 czerwca 1986      | 25 listopada 1986                | Pierwszy rząd Franza Vranitzkiego | SPÖ               |                                   |
| 8              | Franz Vranitzky (ur. 1937)        | 21 stycznia 1987     | 9 października 1990  | Drugi rząd Franza Vranitzkiego   |                                   | SPÖ               |                                   |
| 8              | Franz Vranitzky (ur. 1937)        | 17 grudnia 1990      | 11 października 1994 | Trzeci rząd Franza Vranitzkiego  |                                   | SPÖ               |                                   |
| 8              | Franz Vranitzky (ur. 1937)        | 29 listopada 1994    | 12 marca 1996        | Czwarty rząd Franza Vranitzkiego |                                   | SPÖ               |                                   |
| 8              | Franz Vranitzky (ur. 1937)        | 12 marca 1996        | 20 stycznia 1997     | Piąty rząd Franza Vranitzkiego   |                                   | SPÖ               |                                   |
| 9              | Viktor Klima (ur. 1947)           |                      | 28 stycznia 1997     | 4 lutego 2000                    | Rząd Viktora Klimy                | SPÖ               |                                   |
| 10             | Wolfgang Schüssel (ur. 1945)      |                      | 4 lutego 2000        | 28 lutego 2003                   |                                   | ÖVP               | Pierwszy rząd Wolfganga Schüssela |
| 10             | Wolfgang Schüssel (ur. 1945)      | 28 lutego 2003       | 11 stycznia 2007     | Drugi rząd Wolfganga Schüssela   |                                   | ÖVP               |                                   |
| 11             | Alfred Gusenbauer (ur. 1960)      |                      | 11 stycznia 2007     | 2 grudnia 2008                   |                                   | SPÖ               | Rząd Alfreda Gusenbauera          |
| 12             | Werner Faymann (ur. 1960)         |                      | 2 grudnia 2008       | 16 grudnia 2013                  | Pierwszy rząd Wernera Faymanna    | SPÖ               |                                   |
| 12             | Werner Faymann (ur. 1960)         | 16 grudnia 2013      | 9 maja 2016          | Drugi rząd Wernera Faymanna      |                                   | SPÖ               |                                   |
| –              | Reinhold Mitterlehner (ur. 1955)  |                      | 9 maja 2016          | Drugi rząd Wernera Faymanna      | 17 maja 2016                      |                   | ÖVP                               |
| 13             | Christian Kern (ur. 1966)         |                      | 17 maja 2016         | 18 grudnia 2017                  |                                   | SPÖ               | Rząd Christiana Kerna             |
| 14             | Sebastian Kurz (ur. 1986)         |                      | 18 grudnia 2017      | 28 maja 2019                     |                                   | ÖVP               | Pierwszy rząd Sebastiana Kurza    |
| –              | Hartwig Löger (ur. 1965)          |                      | 28 maja 2019         | 3 czerwca 2019                   |                                   | ÖVP               | Pierwszy rząd Sebastiana Kurza    |
| 15             | Brigitte Bierlein (1949–2024)     |                      | 3 czerwca 2019       | 7 stycznia 2020                  |                                   | Bezpartyjna       | Rząd Brigitte Bierlein            |
| (14)           | Sebastian Kurz (ur. 1986)         |                      | 7 stycznia 2020      | 11 października 2021             |                                   | ÖVP               | Drugi rząd Sebastiana Kurza       |
| 16             | Alexander Schallenberg (ur. 1969) |                      | 11 października 2021 | 6 grudnia 2021                   | Rząd Alexandra Schallenberga      | ÖVP               |                                   |
| 17             | Karl Nehammer (ur. 1972)          |                      | 6 grudnia 2021       | 10 stycznia 2025                 | Rząd Karla Nehammera              | ÖVP               |                                   |
| –              | Alexander Schallenberg (ur. 1969) |                      | 10 stycznia 2025     | 3 marca 2025                     | Rząd Karla Nehammera              | ÖVP               |                                   |
| 18             | Christian Stocker (ur. 1960)      |                      | 3 marca 2025         | nadal                            | Rząd Christiana Stockera          | ÖVP               |                                   |